# Virginia Maskell
Pour les articles homonymes, voir Maskell.
Virginia Maskell, née le 27 février 1936 dans le quartier de Shepherd's Bush à Londres et morte le 25 janvier 1968 à Stoke Mandeville dans le comté de Buckinghamshire en Angleterre, est une actrice britannique.

## Biographie
Virginia Maskell naît en 1936 dans le quartier de Shepherd's Bush à Londres. Après le déclenchement de la Seconde Guerre mondiale, elle part en Afrique du Sud avec sa famille, avant de revenir à la fin du conflit en Angleterre.
Après avoir suivi des cours de théâtre, elle débute comme actrice à la télévision en 1957, jouant de petits rôles dans des épisodes de séries télévisées. Elle débute au cinéma en 1958. En 1959, elle partage l'affiche de la comédie Virgin Island de Pat Jackson avec John Cassavetes et Sidney Poitier. Elle joue ensuite le rôle d'une hôtesse de l'air dans le film Jet Storm de Cy Endfield
En 1960, elle prend part à l'un des films de la célèbre série britannique Doctor at en jouant dans L'Amour en pilules (Doctor in Love) de Ralph Thomas, aux côtés Michael Craig, James Robertson Justice et Leslie Phillips. En 1962, elle joue le rôle de la femme de Peter Sellers dans la comédie On n'y joue qu'à deux (Only Two Can Play) de Sidney Gilliat. Elle est la même année l'affiche du mélodrame The Wild and the Willing de Ralph Thomas, prestation qui lui vaut une nomination au British Academy Film Award de la meilleure actrice en 1963.
Elle prend ensuite une pause pour se concentrer sur sa vie de famille. Elle se marie au photographe mondain Geoffrey Shakerley (en) en 1962 et a un premier enfant en 1963, suivi d'un second en 1966. Pendant cette période, Maskell tourne peu, jouant occasionnellement comme invitée dans des épisodes de séries télévisées. Elle souffre de dépression périnatale après la naissance de son second enfant. En 1967, elle apparaît comme invitée dans le premier épisode de la série télévisée Le Prisonnier (The Prisoner) puis revient au cinéma en jouant dans la première réalisation de Kevin Billington, le film dramatique Interlude.
Elle se suicide par overdose de barbituriques en janvier 1968. Elle remporte à titre posthume le National Board of Review Award de la meilleure actrice dans un second rôle la même année.

## Filmographie

### Au cinéma
- 1958 : Gai, gai marions-nous (Happy is the Bride) de John Boulting et Roy Boulting
- 1958 : Agent secret S.Z. (Carve Her Name with Pride) de Lewis Gilbert
- 1958 : The Man Upstairs de Don Chaffey
- 1959 : Virgin Island de Pat Jackson
- 1959 : Jet Storm de Cy Endfield
- 1960 : L'Amour en pilules (Doctor in Love) de Ralph Thomas
- 1960 : Suspect de John Boulting et Roy Boulting
- 1962 : On n'y joue qu'à deux (Only Two Can Play) de Sidney Gilliat
- 1962 : The Wild and the Willing de Ralph Thomas
- 1968 : Interlude de Kevin Billington

### À la télévision
- 1957 : The Buccaneers, épisode no 36 The Decoy
- 1957 : Robin des Bois (The Adventures of Robin Hood)
- 1958 : Armchair Theatre, saison trois, épisode The Boy with Meat Axe
- 1957 - 1959 : Sunday Night Theatre, saison huit, épisode The Girl at the Next Table et saison dix, épisode The Picnic at Sakkara
- 1959 - 1963 : ITV Play of the Week, quatre épisodes
- 1961 : Boyd Q.C., saison cinq, épisode Sunday's Child
- 1961 : You Can't Win, épisode The One That Got Away
- 1962 : Zéro un Londres (Zero One), épisode The Bovard Affair
- 1964 : Gideon's Way, saison un, épisode The White Rat
- 1964 : Destination Danger (Danger Man), épisode La fille du colonel (The Colonel's Daughter)
- 1964 : Thursday Theatre, épisode The Cocktail Party
- 1967 : Le Prisonnier (The Prisoner), épisode L'Arrivée

## Prix et distinctions
- 1963 : Nomination au British Academy Film Award de la meilleure actrice britannique pour The Wild and the Willing
- 1968 : National Board of Review Award de la meilleure actrice dans un second rôle pour Interlude (en)
- 1969 : Nomination au British Academy Film Award de la meilleure actrice dans un second rôle pour Interlude (en)